# Vysoká hora (Hrubý Jeseník)
Vysoká hora (1031 m n. m.) je hora v Medvědské hornatině, která je severovýchodní částí Hrubého Jeseníku. Vypíná se 3 km jihozápadně od Vrbna pod Pradědem a 8,5 km východo-severovýchodně od Pradědu, který je jeho mateřským vrcholem. Je nejvýchodnější tisícovkou Hrubého Jeseníku a s  prominencí 178 metrů desátou nejprominentnější.

## Přístup
Nejjednodušší přístup je z Ludvíkova, po naučné stezce Muzeum Wide Web a dále po modře  značené cestě až do sedla Malá Hvězda. Odtud doleva po cyklostezce č. 6076, která po 300 metrech odbočuje prudce doleva a směrem rovně pokračuje hřebenová cesta, která po 1,2 km dojde až na vrchol. Celkem 4 km s převýšením téměř 400 metrů.